# Pirocoproite
La pirocoproite è un minerale non riconosciuto valido dall'Associazione Mineralogica Internazionale (IMA) perché la descrizione è stata pubblicata prima dell'approvazione.